# Plouf Olly Plouf !
Plouf Olly Plouf ! est une série télévisée d'animation américano-irlandaise produits par Mike Young Productions (en), Taffy Entertainment et Telegael (ga) et diffusée entre le 8 octobre 2006 et le 25 décembre 2011 sur Seven Network.
En France, la série est diffusée depuis le 20 août 2006 dans l'émission Zouzous sur France 5, dès le 10 mars 2007 sur Piwi et à partir du 20 février 2008 également dans l'émission Zouzous sur France 4 puis entre 2009 et 2011 sur Boomerang et Playhouse Disney.

## Synopsis
Découvrez les aventures incroyables d'Olly, un sous-marin de 9 ans en formation et de Betty, sa meilleure amie, elle aussi apprentie sous-marin. Appartenant au S.U.R.F. (Special Underwater Research Facility), c'est sous le regard expert de Doug le Plongeur que nos deux amis découvrent les merveilles, mais aussi les dangers du monde aquatique… 
Ils ont d’ailleurs encore beaucoup à apprendre. Ils ne manquent jamais une occasion d'aller explorer le monde sous-marin. Et ce, même s'ils en oublient parfois les conseils de Doug : rester groupés, ne pas s’aventurer trop loin, se soutenir les uns les autres… 
Ce ne sont pas de mauvais élèves pour autant : curieux et intelligents avec un grand cœur, ils retiennent les leçons de leurs erreurs et s’appliquent à respecter l'environnement dans lequel ils évoluent.

## Voix françaises

### Saison 1
- Olivia Dutron : Olly, Uma
- Laura Pellerin : Betty
- Alexandre Aubry : Skid
- Benoît Du Pac : Brandt
- Alexandre Nguyen : Doug
- Philippe Roullier : Ranger
- Mathieu Rivolier : Shankley
- Brigitte Guedj : Suzy
- Caroline Mozzone : Lucille
- Patrice Dozier : Sleepy

 Source et légende : version française (VF) sur RS Doublage

### Saison 2
- Maia Baran
- Mathieu Moreau
- Mélanie Dermont
- Fabienne Loriaux
- Angélique Leleux
- Xavier de la Colette
- Yvan Reekmans
- Alessandro Bevilacqua
- Ioanna Gkizas
- Frédéric Van Linthout

## Épisodes

### Première saison
1. Vision sous-marine
2. Le serpent des mers
3. Betty a des ratés
4. Le vaisseau fantôme
5. La marée rouge
6. L'aimant aquatique
7. Trop de pression
8. Une promesse, c'est une promesse
9. Le chant de la baleine
10. Tout le monde fait des erreurs
11. Skid se surpasse
12. L'anniversaire de papy
13. A la recherche des calamars perdus
14. Quel travail d'équipe
15. Le roi de la glisse
16. Le rodéo de Ranger
17. Un travail passionnant
18. Betty, détective privé
19. Coquille, jolie coquille
20. Des concombres à gogo
21. La grande aventure
22. Amis pour la vie
23. L'évaluation
24. Le bébé pieuvre
25. La cité d'or perdue
26. Lucille, l'acrobate
27. Uma… Patatra
28. Petit, mais serviable
29. La collection de coquillages
30. Au secours de Suzy
31. Une nouvelle arme secrète
32. Des hippocampes volants
33. Avoir la pression
34. Olly dans le brouillard
35. Skid, ce héros
36. Ranger risque-tout
37. Le jardin de Betty
38. Navigateurs en herbe
39. Mimie, la tortue
40. Le roi du camouflage
41. Le mystère du homard
42. La course de vitesse
43. Ne dis rien à Betty
44. Le singe qui venait de l'espace
45. Les cailloux collants
46. Shankley en mer
47. Au voleur
48. Le jour des méduses
49. La tortue luth
50. La marée noire
51. Les calamars géants
52. Baleine en détresse

### Deuxième saison
1. Tobby le pirate
2. Sur les traces de Cléopâtre
3. Skid, le monstre marin
4. Sous la glace
5. Sauvez les oiseaux marins
6. Course d'obstacles
7. Le sac plastique
8. A la recherche de la jarre romaine
9. Le piège à marée
10. Monsieur maman
11. Alerte sur la banquise
12. Histoire de sous-marins
13. La mission de Skid
14. De mystérieuses peintures
15. Uma débloque
16. Relogeons Glaken
17. Pilleur d'épaves
18. L'albatros
19. Une coquille pour deux
20. Les carottes de glace
21. Le trésor de la mer de Chine
22. Un ami en or
23. L'escapade des calamars
24. La grande marée
25. Le mystère du navire disparu
26. Le gros nez rouge
27. Le bateau Viking
28. Pas de panique
29. La fiancée de la mer
30. Le volcan assoupi
31. Tous copains !
32. Qui cherche, trouve
33. Éclairage nocturne
34. Fossile farceur
35. Lumière, caméra, action
36. Tobby se fait de nouveaux amis
37. Le grand frère
38. La loutre et la tortue
39. Invasion extraterrestre
40. Tobby a perdu une dent !
41. Mauvaise blague
42. La grotte maya
43. Zone interdite
44. La plage de sable
45. Le canard des Galapagos
46. Le mal de l'air
47. Jeux et jouets
48. Le mystère de la moule
49. Skid est trop curieux
50. La route de Bimini
51. Le mystère du drapeau
52. Skid l'explorateur

### Pilotes
1. Plouf Olly Plouf et le Trésor des pirates (2013)